# Meadow Vista (Kalifornija)
Meadow Vista je naseljeno područje za statističke svrhe u američkoj saveznoj državi Kalifornija. Prema popisu stanovništva iz 2010. u njemu je živjelo 3.217 stanovnika.